# ساغانا لودج
ساغانا لودج هو نزل حكومي كيني، يقع في بلدة كيغانجو بمقاطعة نييري، على سفوح جبل كينيا. يستخدمه الرئيس في جولاته الرسمية في البلاد.

## التاريخ

### التاريخ الاستعماري
بُني نزل ساغانا بين عامي 1949 و1950 كمقر إقامة ملكي. وكان هدية زفاف عام 1947 لدوق ودوقة إدنبرة (اللذين أصبحا لاحقًا دوق إدنبرة والملكة إليزابيث الثانية على التوالي) من المستعمرة أثناء وجودهما في كينيا. وقد استأجرت حكومة كينيا النزل للزوجين.
في عام 1952 كان دوق ودوقة إدنبرة يقيمان في ساجانا لودج عند عودتهما من فندق تريتوبس. وقد جعلت بداية ثورة الماو ماو كينيا أقل أمانًا وتم تعيين إيان هندرسون، من فرع قوة شرطة كينيا الخاص، رئيسًا لتفاصيل الأمن في ساغانا لودج. أثناء إقامتها في ساغانا لودج، تلقت إليزابيث نبأ وفاة والدها الملك جورج السادس وخلفها على العرش كملكة إليزابيث الثانية. كان هذا ظرفًا فريدًا لمثل هذا الحدث. كانت أول ملكة بريطانية منذ تولي جورج الأول العرش تكون خارج بريطانيا العظمى في لحظة الخلافة، وأيضًا أول ملكة في العصر الحديث لا تعرف الوقت المحدد لاعتلائها العرش (لأن والدها توفي أثناء نومه في وقت غير معروف).

### تاريخ ما بعد الاستعمار
تم إرجاع عقد الإيجار لنزل ساغانا إلى كينيا في عام 1963.
في عام 1976، تم إعلانها، إلى جانب العديد من المساكن الرسمية الأخرى لرئيس كينيا، مناطق محمية. كان الاستخدام الأكثر شهرة للنزل في تاريخ كينيا المستقلة عندما استخدم مواي كيباكي، رئيس كينيا آنذاك، ورايلا أودينجا، الموقع كملجأ للتوصل إلى اتفاق بشأن حكومة الائتلاف الكبرى في كينيا.